# Клане в Дервишка нива
Клането в Дервишка нива е убийството на 103 сърбомански свещеници, учители, кметове, членове на комитети, войводи и четници от областта Поречие, Вардарска Македония, извършено от български войници от Македония и четници на ВМОРО, начело с капитан Константин Панов, началник на разузнавателна секция на т. нар. Партизански отряд на Единадесета пехотна македонска дивизия. Клането става на Божик, 6 януари 1916 година, след освобождението на областта от България по време на Първата световна война.

## История
В началото на XX век сръбската пропаганда пуска здрави корени в западномакедонската област Поречие – към 1905 година с изключение на Локвица, Вир, Модрище, Слатина и Сланско всички останали около 50 села в областта са сърбомански. След като Вардарска Македония попада в Сърбия в 1913 година поречани са опора на новата власт, стремяща се да унищожи българщината в областта. След разгрома на Сърбия и окупирането на областта от България в 1915 година, е организирана наказателна експедиция в района, като е изготвен черен списък от видни просръбски дейци в Поречието, по който са арестувани 205 души. Част от тях са задържани в местното околийско управление, други в Прилеп, а половината са отведени в местността Дервишка нива, където са избити и хвърлени в изкоп. Според запазен списък на убитите в манастира „Света Богородица“ 22 души са от село Здуне, 11 от Лубще, 9 от Томино село, по 8 от Долни Манастирец и Зъркле. След войната възстановената сръбска власт им издига костница край манастира. След кланетата началникът на полицията в Македонската военна област уведомява министъра за вътрешни работи, че не може да се справи с беззаконието на паравоенните.